# Eulàlia Bosch i José
Eulàlia Bosch i José (Barcelona, 1949) és filòsofa, professora de filosofia, escriptora, curadora d'exposicions i dissenyadora de programes educatius vinculats a l'ample domini de les arts.
Nasqué a Barcelona i estudià filosofia. Entre el 1984 i 1994, fou fundadora i directora de l'Institut de Recerca per l'Ensenyament de la Filosofia (IREF). Entre el 1995 i el 1998, va crear i dirigir el Servei educatiu del Museu d'Art Contemporani de Barcelona (MACBA). Ha col·laborat i promogut diversos projectes i publicacions de l'àmbit internacional, com ara On being human (llibre sobre una exposició de la Jane Alexander a la Catedral de Durham, Anglaterra, el 2009). Comissaria algunes exposicions, com ara Criatures misterioses, La capsa màgica, Veure la llum, i T'envio aquest roig cadmi. El 2006, va rebre la distinció de la Bufanda roja de part de l'Ajuntament de Zarautz en reconeixement de la seva tasca de suport i difusió de l'obra i comportament ètic de Jorge Oteiza

## Exposicions
- La capsa màgica (1994): reuneix obres de Jorge Oteiza, Sergi Aguilar, Xano Armenter, Miguel Ángel Campano, Rafel Joan, Miquel Navarro, Perejaume i Juan Urrios; i tracta sobre metàfores entre les ciutats i les capses: "obrir La Capsa Màgica és una ocasió molt especial i, per això, l'hem reservat a una capsa de capses, la ciutat", "les ciutats, com les capses, no han estat mai d'una sola peça. I a les ranures, ja se sap, és on els mags es troben més a gust"[5]
- Ciutats Educadores: Accions Locals, Valors Globals (2009)[6]

## Publicacions
Com a autora
- Veure la llum. Eugènia Balcells (catàleg de l'exposició al MACBA, textos d'Eulàlia Bosch i de l'artista, Edicions de l'Eixample i MACBA, 1996), ISBN 84-920989-9-6
- El plaer de mirar. El museu del visitant (editat en català, castellà i anglès per Ed. Actar, Barcelona, 1998), ISBN 9788489698727[7]
- Qui educa a qui? (editat en castellà per Ed. Laertes, Barcelona, 2003, en portugués per Ed. Autêntica, Belo Horizonte, 2006 i en català per Ed. Eumo, Vic, 2013), ISBN 9788475845166
- Educació i vida quotidiana. Històries breus de llarga durada (editat en català per Eumo Editorial Vic, 2003, en castellà per Ed. Laertes, Barcelona, 2003, i en anglès per Hawker Brownlow Education, Austràlia, 2005), ISBN 9788497660334
- Un lloc anomenat escola (en català i castellà, Ed. Graó Barcelona, 2009). ISBN 9788478277254
- Blue blue Elefante. Las voces de una escuela (editat en castellà per Blue Blue Elefante, Minas, Uruguay, 2015)[8][9]

Com a editora
- Te mando este rojo cadmio… Cartas entre John Berger y John Christie, (editat en castellà, anglès i alemany, a cura d'Eulàlia Bosch. Actar Barcelona, 2000) ISBN 9788495273338
- Paisajes embrionarios, Ariel Ruiz i Altaba (editat en castellà i anglès, a cura d'Eulàlia Bosch, Actar, Barcelona, 2001), ISBN 9788495273925
- Educación y vida urbana: 20 años en Ciudades Educadoras (llibre commemoratiu dels 20 anys de Ciutats Educadores), (editat en castellà, anglès i francès per Arts Gràfiques Bobalà, S.L. 2008 i en català al 2009), ISBN 9788429461572
- On being human, en ocasió de la instal·lació del mateix nom feta per la Jane Alexander a la Galilee Chapel a la Catedral de Durham, UK (editat en anglès per Eulàlia Bosch i Adela de Bara, Lent, 2009)[10]
- Margherita (Franco di Francescantonio. Editat en italià per Eulàlia Bosch i Adela de Bara. Barcelona, 2005)